# Marcelino (série télévisée d'animation)
Pour les articles homonymes, voir Marcelino et Marcelino pan y vino.
Marcelino est une série télévisée d'animation en coproduction franco-hispano-mexicano-niponne de 78 épisodes de 22 minutes, diffusée à partir du 29 août 2001 sur TF1 et Télétoon+ et rediffusée sur Gulli.
Grand succès en Europe, l'histoire est adaptée du roman Marcelino pan y vino de José María Sánchez-Silva (es) (1953). Un film espagnol réalisé par Ladislas Vajda en 1955 en a aussi été tiré, ainsi qu'un film italo-franco-espagnol Marcellino de Luigi Comencini (1991).

## Synopsis
Un beau jour, des moines découvrent un petit garçon abandonné devant la porte de leur monastère. Ils cherchent sa mère mais ne la trouvent pas ; ils décident finalement de l'adopter et de lui donner le nom du saint du jour : Marcelino.
La légende veut que tous les enfants nés la nuit d'une millième lune possèdent le don de parler aux animaux. En grandissant, le petit garçon va découvrir qu'il a hérité de ce formidable pouvoir. Il décide alors de devenir le défenseur de la cause animale, et son plus grand souhait est de retrouver sa mère.
Dans le grenier du monastère, il découvre un jour un Christ crucifié sur une croix poussiéreuse. Marcelino commence alors à lui apporter tous les jours du pain et du vin (Pan y vino qu'on peut traduire par du pain et du vin). Le jour de son sixième anniversaire, Jésus lui propose de satisfaire un de ses souhaits. Marcelino choisit de rejoindre sa mère au Paradis, inconscient que cela signifie sa propre mort.
Même s'il s'agit de la fin du roman ainsi que celle de la première saison, le début de la deuxième saison voit Marcelino ressuscité par sa mère, qui souhaite avant tout qu'il aide les animaux.

## Voix françaises
- Sophie Arthuys : Marcelino[4] , animaux, la fille du duc, voix féminines
- Bénédicte Rivière : Candela, plusieurs voix féminines
- Gérard Loussine : voix masculines et animaux (saisons 1 et 2)
- Sarah Marot : Athalia (saisons 2 et 3)
- Christophe Lemoine : voix masculines (saison 3)
- Emmanuel Garijo : voix masculines (saison 3)

- Version française
  - Studio de doublage : ?
  - Direction artistique : ?
  - Adaptation : Éric Allouche[5]

## Épisodes

### Saison 1 (2000)
1. Le Foyer
2. La Mouche africaine
3. Le Petit-Déjeuner du Duc
4. Le Roi de la forêt
5. La Poule aux œufs d'or
6. La Petite Duchesse
7. Un vrai gentleman
8. La Grande Chasse
9. La Révolte des animaux
10. Un jour pas comme les autres
11. L'Acrobate
12. Jeudi
13. Tous des enfants
14. La Montre du magicien
15. Casio, le bûcheron
16. Le Docteur Matéo
17. Piège dans la forêt
18. La Poule Irène
19. Une question de taille
20. Le Ballon
21. Le Monde des ténèbres
22. Mon ami le fantôme
23. La Mer
24. L'Île déserte
25. L'enfant des mille lunes
26. Une journée très spéciale

### Saison 2 (2004)
1. Retour à la vie
2. La visite des gitans
3. Le Neveu infernal
4. Le Miel providentiel
5. Quand je serai grand
6. Marcelino contre-attaque
7. Dure école
8. Le spectacle tourne mal
9. Piero ou Veleto
10. Un heureux événement
11. La nuit de la météorite
12. Les animaux malades de la rage
13. La Chasse au trésor
14. Ampoules et Courbatures
15. L'effroyable déluge
16. Les cousins du bout du monde
17. La Trahison
18. L'Homme Invisible
19. Corrida chez le Duc
20. L'Oeuf de Pâques
21. Les Moineaux
22. Athalia
23. Inès, l'oie fainéante
24. Le Serpent du fakir
25. Jeux dangereux
26. Bêtes de scène

### Saison 3 (2010)
1. Le Mystérieux Saccage
2. Charitable Marcelino
3. Dauphins et Requin
4. Le Golf
5. La Petite Fouine
6. L'Impitoyable Traversée
7. Les Âmes captives
8. New-York : quel cirque
9. Vive la liberté
10. La Pie Pipelette
11. Un goût de Niglou
12. Prise de bec
13. Un réveillon pour tous
14. Chasseur de sable
15. Le Traineau
16. Le chien qui parlait avec ses oreilles
17. Gros poissons, menus fretins
18. Marcelino berger
19. L'Indomptable Labrador
20. Les Aiglons
21. Amour, quand tu nous tiens
22. La Petite Souris
23. La preuve par l'image
24. La Mouette
25. Le Prince et les Grenouilles
26. Akatana

## Produits dérivés

### Sorties vidéo
Les DVDs ne suivent pas le listing des épisodes, ils n'ont donc pas d'ordre précis à part leur date de sortie.
| Saison | Volume                    | Épisodes                                                               | Support | Sortie          |
| ------ | ------------------------- | ---------------------------------------------------------------------- | ------- | --------------- |
| 1      | Bienvenue Marcelino !     | Le Foyer / La Mouche africaine / L'Acrobate                            | DVD (1) | 8 février 2005  |
| 1      | Le Roi de la forêt        | Le Petit-Déjeuner du Duc / Le Roi de la forêt / La Révolte des animaux | DVD (1) | 5 juillet 2005  |
| 1      | Une amie pour Marcelino ! | La Petite Duchesse / Un vrai gentleman / La Grande Chasse              | DVD (1) | 8 novembre 2005 |
| 1      | Le Passage secret         | Le Ballon / Le Monde des ténèbres / Mon ami le fantôme                 | DVD (1) | 27 mars 2006    |
| 1      | La Poule aux œufs d'or    | La Poule aux œufs d'or / La Poule Irène / Une question de taille       | DVD (1) | 27 mars 2006    |
| 1      | Part en voyage            | La Mer / L’Île déserte / Un jour pas comme les autres                  | DVD (1) | 12 mars 2007    |
| 1      | soigne les animaux        | Le Docteur Matéo / Un piège dans la forêt                              | DVD (1) | Incomplet       |
| 1      | Un monde de magie         | La Montre du magicien / Casio le bûcheron                              | DVD (1) | Incomplet       |
| 1      | L'Ami des animaux         | Une journée très spéciale - Section Incomplète                         | DVD (1) | Incomplet       |

### Films
- 1955 : Marcelin, Pain et Vin, film espagnol réalisé par Ladislas Vajda
- 1991 : Marcellino, film italo-franco-espagnol de Luigi Comencini